# Forest Park (St. Louis)

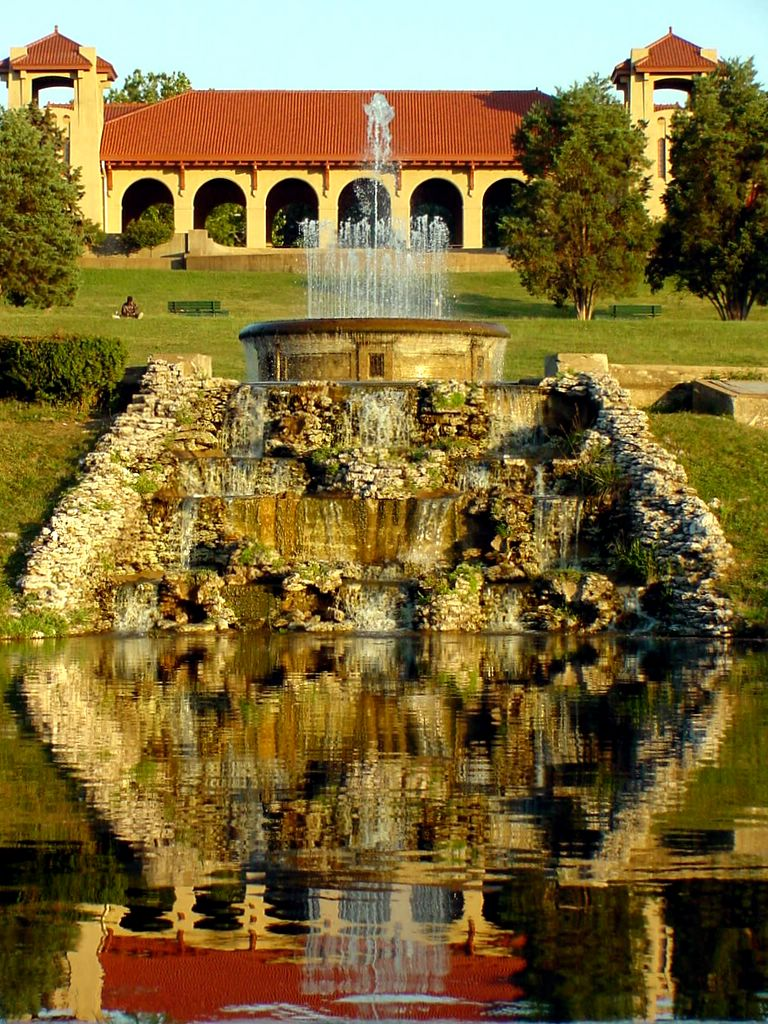
Der Pavillon der Weltausstellung von 1904 im Forest Park (St. Louis)

Der Forest Park ist ein öffentlicher Park im Westen der Metropole St. Louis, Missouri in den Vereinigten Staaten von Amerika. Er hat eine Fläche von etwa 555 ha. In dem Park liegen unter anderem der St. Louis Zoo, das Saint Louis Art Museum, das Missouri History Museum und das St. Louis Science Center. Zwei kleinere Golfanlagen sowie einige miteinander verbundene Seen und ein Skatepark liegen ebenfalls im Forest Park. Als Besonderheit ist das Boathouse zu nennen, welches sowohl als Veranstaltungsort, Restaurant, Bar und Bootsverleih dient.
Mit ca. 13 Millionen Besuchern jährlich ist er eine der am häufigsten besuchten Sehenswürdigkeiten in Missouri. Mit seiner enormen Ausdehnung ist er außerdem einer der größten innerstädtischen Parkanlagen weltweit, wobei eine genaue Definition für die Voraussetzungen eines 'innerstädtischen Parks' fehlt. Die Einwohner von St. Louis sprechen aufgrund seiner Bedeutung für die Stadt auch von The heart of our city (Das Herz unserer Stadt [St. Louis]).

## Geschichte
Bereits 1864 gab es erste Versuche einen großen öffentlichen Park innerhalb der Stadtgrenzen von St. Louis einzurichten. Diese Pläne wurden allerdings aufgrund hoher Kosten von den Wählern der Stadt abgelehnt. Die gleiche Idee griff dann im Jahre 1872 der Landschaftsarchitekt und Bauunternehmer Hiram Wheeler Leffingwell auf und erwarb außerhalb der damaligen Stadtgrenzen ein ca. vier Quadratkilometer großes Areal. Leffingwell konnte zwar zunächst eine Berechtigung für sein Projekt bei der Generalversammlung des Staates Missouri einholen, wurde jedoch später durch eine Klage der Steuerzahler und schließlich durch den Obersten Gerichtshof in Missouri in seinem Gestaltungsvorhaben gestoppt.
Erst Andrew McKinley, ebenfalls Landschaftsarchitekt, erwirkte 1874 ein erneutes Baurecht unter Einhaltung aller zuvor vereinbarten Bestimmungen. Das Gebiet, auf dem der heutige Forest Park angesiedelt ist, war damals stark bewaldet und befand sich westlich des Kingshighway Boulevard entlang des heutigen Lindell Boulevard. Die Größe des Parks wurde damals mit 554 ha und heute mit 555 ha angegeben, wobei die frühere Messung wohl durch Ungenauigkeit zustande gekommen sein dürfte.
Der Erwerb des Landes, welches zuvor bereits im Besitz anderer wohlhabender Amerikaner war, wurde durch den sogenannten Forest Park Act und dadurch einhergehende zusätzliche Steuern, die im ganzen Landkreis erhoben wurden, ermöglicht. Der Oberste Gerichtshof in Missouri verlieh dem Bundesberufungsgericht die Zuständigkeit für die neue zunächst eher ländlich anmutende Parkanlage. Die aus Preußen stammenden Landvermesser Maximilian Kern und Julius Pitzman legten darauf den ursprünglichen Plan für den Park zugrunde. Bei seiner Eröffnung am 24. Juni 1876 kamen circa 50.000 Besucher. Bereits 15 Jahre später kamen jährlich etwa 3 Millionen Besucher, was auch dem Ausbau des Straßennetzes zu verdanken war. In etwa zu dieser Zeit wurde auch der ursprüngliche Zoo in St. Louis geschlossen, woraufhin die verbliebenen Tiere zunächst provisorisch im Forest Park untergebracht wurden. Diese Entwicklung mündete 1904 in der Eröffnung des heutigen Zoos im Forest Park, St. Louis.

## Sehenswürdigkeiten
Im Forest Park befinden sich vier Institutionen von regionaler Bedeutung: das St. Louis Art Museum, der St. Louis Zoo, das Wissenschaftszentrum mit Planetarium und das Missouri History Museum. Weitere Sehenswürdigkeiten sind:
- The Muny (Theater)
- Weltausstellungs-Pavillon
- The Jewel Box (Treibhaus im Art-déco-Stil)
- Turtle Park

Außerdem gibt es im Park diverse Freizeiteinrichtungen, darunter einen 27-Loch-Golfplatz, ein Tenniszentrum, einen Bootsverleih, den Country Club sowie Felder für Handball, Softball, Baseball, Fußball, Cricket, Rugby und Bogenschießen. Darüber hinaus gibt es viele Spazier- und Radwege.

## Sonstiges
Am 16. Mai 2025 fegte ein Tornado über Forest Park hinweg und beschädigte bzw. entwurzelte etwa 3000 Bäume. Schäden gab es auch an zahlreichen Gebäuden, u. a. im Zoo.